# 犬 (漫畫家)
犬（？11月8日—）是日本漫画家 。主要活跃于18禁漫画。

## 概述
初犬作为一本书首次亮相。初犬是作为《奇异善良的女人》系列一本书出版时的书名，在三卷中，只有相应的系列只记录在三卷中，其他卷是短篇小说作者。被记录下来。该系列在和泉漫画连载了两个半月，并由制作粉红菠萝和导演渡濑俊弘制作成OVA。
《零之者》将绘画技巧、人物可爱、画面构图的出色、说话的乐趣、情色作为犬的特征 。

## 工作清单
- 初犬（3册，一水社，成人向）初犬的新绘制版本，所有禁忌部分都已被删除。
- 奇怪的女人（上下两册，一水社，老少皆宜）
- 幸运日（短篇漫畫，一水社，成人）
- 女孩的震惊！ !! （短篇漫畫，一水社，成人用）
- 加藤隆教授的 30 岁爱性技术（漫畫，mediax）
- Fuzzy lips

## 脚注
1. ↑  自身のウェブページの自己紹介より
2. ↑  初犬2巻寄稿